# Walter Güntner
Walter Güntner (* 6. August 1948; † 22. Juli 2021) war ein deutscher Fußballspieler.

## Sportlicher Werdegang
Zur Saison 1972/73 wechselte Güntner vom Stadtrivalen Union Böckingen zum  damaligen Regionalligisten VfR Heilbronn. Unter Trainer Alfred Hoffmann und neben Spielern wie Martin Kübler, Harry Griesbeck, Helmut Röhrig und Bernd Hoffmann erreichten die Rasenspieler am Ende der Saison den sechsten Platz und Güntner hatte in 28 Ligaeinsätzen fünf Tore an der Seite von Spielmacher Kübler und dem auch zur Saison 1972/73 nach Heilbronn gekommenen Torjäger Bernd Hoffmann erzielt. Ein Jahr später qualifizierte er sich mit Heilbronn im letzten Jahr der zweitklassigen Regionalliga Süd, 1973/74, mit dem 12. Rang für die ab 1974/75 neu geschaffene 2. Fußball-Bundesliga Süd. Jetzt kam er im Mittelfeld, in der Abwehr und vereinzelt im Angriff zum Einsatz. Beim 3:2-Heimerfolg am 23. März 1974 gegen den Karlsruher SC bildete er mit Helmut Röhrig die Innenverteidigung. Mit 51 Regionalligaeinsätzen und acht Toren für den VfR Heilbronn beendete er im Sommer 1974 die Regionalliga-Ära. Mit dem 17. Rang verfehlte er 1974/75 unter den Trainern Željko Čajkovski (bis November 1974) und seinem Nachfolger Rudi Faßnacht mit Heilbronn das Ziel des Klassenerhaltes in der 2. Bundesliga. Er hatte in 20 Zweitligaspielen mitgewirkt. Nach dem Abstieg am Ende der Saison verließ Güntner den Verein und wechselte zum SSV Reutlingen 05. Später spielte er für den SV Neckargerach, die Amateure des VfB Stuttgart und den TSV Eltingen.
Später war Güntner Trainer bei seinem Heimatklub Union Böckingen. Bis 1988 trainierte Güntner die A-Jugend des VfB Stuttgart, mit der er in der Meisterschaftsendrunde 1984 den Titel gewann. Dabei war er nach der Trennung von Ralf Rangnick ab November 1986 Trainer der Reservemannschaft des Bundesligisten in der Oberliga Baden-Württemberg, mit der er die Spielzeit 1986/87 auf dem zehnten Tabellenplatz abschloss. Dabei gehörten Eberhard Trautner, Axel Jüptner, Rainer Widmayer, Ralf Allgöwer und Alexander Ogrinc zu den von ihm betreuten Spielern, die er teilweise aus der A-Jugend hochzog, um sie an der Seite von erfahrenen Akteuren wie Gunnar Weiß und Herbert Briem weiterzuentwickeln. In der  A-Jugend-Meisterschaftsendrunde 1988 gewann er mit den Schwaben durch Tore von Thomas Richter, Dragan Terzić, Michael Mayer und Irsen Latifovic mit einem 4:1-Erfolg über Bayer 04 Leverkusen erneut den Titel. Anschließend trainierte er kurzzeitig den TSV Eltingen.
Als Nachfolger von Werner Nickel und Interimslösung Roland-Peter Helde übernahm Güntner Ende April 1989 das Traineramt beim Oberligisten Freiburger FC. Nach eine Serie von neun sieglosen Spielen, nur zwei Siegen bis zum 19. Spieltag der Spielzeit 1989/90 und dem frühzeitigen Ausscheiden gegen den unterklassigen Klub Sportfreunde/DJK Freiburg im südbadischen Landespokal wurde er bereits Ende November des Jahres wieder entlassen und durch den von TuS Paderborn-Neuhaus verpflichteten Spielertrainer Michael Lameck ersetzt – dieser blieb nur bis Februar im Amt, trotz eines erneuten Trainerwechsels zu Uwe Ehret stieg der Klub als Tabellenletzter ab.
Im Juli 2021 starb Güntner nach langer Krankheit im Alter von 72 Jahren.